# Stramniczka
Stramniczka – wieś w północno-zachodniej Polsce, położona w województwie zachodniopomorskim, w powiecie kołobrzeskim, w gminie Dygowo.
Według danych z 1 stycznia 2011 r. wieś miała 66 mieszkańców.

## Położenie geograficzne
Wieś leży na terenie Pomorza Zachodniego około 110 km na północny wschód od Szczecina i ok. 8 km południowy wschód od Kołobrzegu. Na północ od wsi rozciąga się Las Kołobrzeski, a za nim, w odległości ok. 5 km, brzeg Morza Bałtyckiego. 
Najbliższe wsie:
- od zachodu - Stramnica
- od południa Czernin
- od wschodu - Stojkowo

## Historia
Wieś powstała XIX wieku. Wtedy, w wyniku przeprowadzonej reformy agrarnej, wykarczowano lasy leżące na skraju wsi Stramnica i Czernin i na ich obszarze utworzono gospodarstwa. Wcześniej, w XVIII wieku, znajdowała się tu tylko leśniczówka.
W obrębie Stramnicy powstały ok. 1840 r. trzy gospodarstwa, a w 1864 r. było ich już osiem. Początkowo nazywano je Trammsche Katen, a później Forstkolonie Neu Tramm
W obrębie Czernina utworzono ok. 1850 r. gospodarstwa nazywane Zerninschen Katen, przemianowane później na Neu Zernin. Obok powstała dalsza grupa gospodarstw nazwana Häge. 
Po 1871 r. Neu Tramm, Neu Zernin i Häge zjednoczono w jedną gminę, która otrzymała nazwę Neu Tramm. Posiadała własną szkołę i cmentarz. 
Przed 1945 r. gmina wiejska Neu Tramm należała do powiatu Kolberg-Körlin, pruskiej prowincji Pomorze.
W 1945 r. Neu Tramm, jak całe Pomorze Tylne znalazło się na terytorium Polski. Dotychczasowi mieszkańcy zostali wysiedleni, a miejscowość otrzymała polską nazwę Stramniczka.
Obecnie jest to wieś sołecka w gminie Dygowo. Do sołectwa należy również obszar dawnego, niemieckiego przysiółka Bohlberg, który do 1945 r. przynależał administracyjnie do powiatu miejskiego Kołobrzeg.

## Dane demograficzne do 1945 roku
- 1816:   5 mieszkańców[5]
- 1861:  70 mieszkańców[5]
- 1885: 162 mieszkańców[5]
- 1905: 143 mieszkańców[5]
- 1919: 148 mieszkańców[5]
- 1933: 114 mieszkańców[5]
- 1939: 116 mieszkańców[5]

## Literatura
- Manfred Vollack: Das Kolberger Land. Seine Städte und Dörfer. Ein pommersches Heimatbuch. Husum Druck- und Verlagsgesellschaft, Husum 1999, ISBN 3-88042-784-4, S. 460–463.